# Hartmut Albers
Hartmut Albers (* 29. Juni 1943 in Osnabrück) ist ein deutscher Jurist und ehemaliger Vorsitzender Richter am Bundesverwaltungsgericht.

## Werdegang
Albers studierte Rechts- und Staatswissenschaften sowie Betriebswirtschaftslehre an den Universitäten Freiburg und Münster. 1966 legte er die Erste, 1973 die Zweite Juristische Staatsprüfung ab. Nach einer kurzen Tätigkeit als Rechtsanwalt wurde Albers zum wissenschaftlichen Mitarbeiter beim Oberverwaltungsgericht Münster ernannt. 1975 folgte die Ernennung zum Richter am Verwaltungsgericht Münster. Von Juli 1979 bis September 1982 war Albers im Wege der Abordnung als wissenschaftlicher Mitarbeiter am Bundesverfassungsgericht tätig. 1982 wurde Albers zum Richter am Oberverwaltungsgericht und im April 1989 zum Richter am Bundesverwaltungsgericht ernannt.
Am Bundesverwaltungsgericht gehörte Albers zunächst dem 6. Revisionssenat an, der für das Rundfunk-, Presse- und Telekommunikationsrecht, das Recht der Kriegsdienstverweigerung, das Wehr- und Zivildienstrecht, das Personalvertretungs- und Richtervertretungsrecht, das Schul-, Hochschul- und Prüfungsrecht, das Namensrecht und das Gesetz über die Verbreitung jugendgefährdender Schriften zuständig ist. Seit 1998 gehörte er zugleich dem 2. Disziplinarsenat an.
Im Juni 2000 wurde Albers zum Vorsitzenden Richter am Bundesverwaltungsgericht ernannt. Er übernahm den Vorsitz im 1. Disziplinarsenat sowie im 10. Revisionssenat, der für Verfahren nach dem Reisekosten-, Umzugskosten- und Trennungsgeldrecht zuständig war. Nach der Auflösung des 10. Revisionssenat zum Jahresende 2002 war Albers ab 1. März 2004 Vorsitzender des für das Recht des öffentlichen Dienstes zuständigen 2. Revisionssenats.
Ende Juni 2008 trat Albers altersbedingt in den Ruhestand.